# Ciołki
Ciołki [pronunciación en polaco: /ˈt͡ɕɔu̯ki/] es un pueblo ubicado en el distrito administrativo de Gmina Horodło, dentro del condado de Hrubieszów, voivodato de Lublin, en el este de Polonia, cerca de la frontera con Ucrania. Se encuentra a unos 6 kilómetros al suroeste de Horodło, a 8 kilómetros al noreste de Hrubieszów, y a 107 kilómetros al sureste de la capital regional Lublin.